# IC 2234
IC 2234 ist eine elliptische Galaxie vom Hubble-Typ E0 im Sternbild Luchs am Nordsternhimmel. Sie ist schätzungsweise 727 Millionen Lichtjahre von der Milchstraße entfernt.
Das Objekt wurde am 12. Februar 1896 von dem Astronomen Stéphane Javelle entdeckt und später von Johan Dreyer in seinem Index-Katalog verzeichnet.